# Estos son tus hermanos
Estos son tus hermanos es una novela de Daniel Sueiro, publicada originalmente en 1977 en España y posteriormente en 1981. En sus respectivas publicaciones, contó con prólogos ligeramente distintos que hacían referencia a las condiciones socioeconómicas del país. 
La trama de la novela es el desarrollo del cuento, inédito hasta el momento, «El forastero», publicado en 2019 en la antología Cuentos para leer en la cama con un pitillo en la boca (Libros de la ballena).

## Resumen
Según palabras del propio autor, 
“es un relato basado o inspirado en algunas cosas que empezaron a ocurrir a finales de la década de los años 50, cuando algunos españoles de los que se habían exiliado al final de la guerra, republicanos y vencidos, comenzaron a asomarse a las fronteras e incluso a traspasarlas... Brotaban entonces, por cierto —y tal vez sea en esta novela donde se denuncia su presencia y sus procedimientos por primera vez— esas escuadras guerrilleras o grupos incontrolados que tan turbio y violento papel iban a asumir en la vida española en los últimos tiempos”.
En Estos son tus hermanos, Sueiro narra, con estilo directo y brioso, una historia que nos revela una vez más la tragedia cotidiana que fue la vida española durante la segunda mitad del siglo XX. La experiencia del personaje central, antiguo combatiente republicano de la Guerra Civil que ha vivido veinte años en el exilio y regresa a su patria con la esperanzada decisión de “olvidarlo todo y empezar de nuevo”, constituye uno de los testimonios más desgarradores que pueden encontrarse en la novelística española contemporánea. Sueiro, por otra parte, supo sortear con éxito los peligros que acechan a todo arte comprometido. En Estos son tus hermanos, la legítima intención de denuncia social se conjuga sin falla con las ineludibles exigencias de la verdadera creación artística.
- Datos: Q63226620